# Brasil nos Jogos Pan-Americanos de 1983
O Brasil competiu na 9º edição dos Jogos Pan-Americanos, realizados na cidade de  Caracas, na Venezuela.

## Medalhistas[3]
| Amauri Badalhoca Bernard Bernardinho Domingos Maracanã Fernandão | Marcus Vinícius Renan Ronaldo Rui William Xandó |

| Adilson Cadum Carioquinha Fausto Gérson Guerrinha | Israel Marcel Marcelo Vido Marquinhos Nilo Sílvio |

| Adalberto Boni Dunga Edson Souza Everaldo Guto Heitor Helinho | Hugo Jorginho Marcus Vinícius Mauricinho Neto Paulinho Carioca Paulo Sérgio Waldir |

| Annie Branca Dayse Elisa Hortência Marta | Paula Solange Soraya Suzete Vanda Vânia |

| Amauri Badalhoca Bernard Bernardinho Domingos Maracanã Fernandão | Marcus Vinícius Renan Ronaldo Rui William Xandó |

| Adilson Cadum Carioquinha Fausto Gérson Guerrinha | Israel Marcel Marcelo Vido Marquinhos Nilo Sílvio |

| Adalberto Boni Dunga Edson Souza Everaldo Guto Heitor Helinho | Hugo Jorginho Marcus Vinícius Mauricinho Neto Paulinho Carioca Paulo Sérgio Waldir |

| Annie Branca Dayse Elisa Hortência Marta | Paula Solange Soraya Suzete Vanda Vânia |

| Esporte        | Medalha de ouro | Medalha de prata | Medalha de bronze | Total |
| Atletismo      | 4               | 3                | 3                 | 10    |
| Basquetebol    | 0               | 1                | 1                 | 2     |
| Boxe           | 0               | 0                | 2                 | 2     |
| Ciclismo       | 0               | 0                | 1                 | 1     |
| Futebol        | 0               | 1                | 0                 | 1     |
| Ginástica      | 0               | 0                | 1                 | 1     |
| Hipismo        | 0               | 0                | 2                 | 2     |
| Judô           | 0               | 5                | 6                 | 11    |
| Natação        | 2               | 5                | 1                 | 8     |
| Remo           | 1               | 1                | 0                 | 2     |
| Tênis de mesa  | 2               | 1                | 1                 | 4     |
| Tiro com arco  | 0               | 0                | 3                 | 3     |
| Tiro esportivo | 0               | 2                | 2                 | 4     |
| Vela           | 4               | 1                | 0                 | 5     |
| Voleibol       | 1               | 0                | 0                 | 1     |
| Total          | 14              | 20               | 23                | 57    |